# Астрономічна обсерваторія на Сухорі
Астрономічна обсерваторія на Сухорі - обсерваторія, розташована на вершині Сухори (1000 м над рівнем моря), в національному парку Горце. Це найвища астрономічна обсерваторія в Польщі. Вона використовується кафедрою астрономії Краківського педагогічного університету і час від часу приймає відвідувачів.
Обсерваторія почала роботу в 1987 році. Вибір місця був обумовлений розташуванням: досить віддаленим від найближчого міста та промислових підприємств, у лісозахисній зоні парку, з чистим і неосвітленим небом.
Спостереження проводяться за допомогою 600-міліметрового рефлектора системи Кассегрена компанії Carl Zeiss з ефективною фокусною відстанню 7500 мм з допомогою ПЗЗ-камери. Телескоп розміщений всередині обертового купола діаметром 5 м.
З 1991 року обсерваторія працює в мережі WET (Whole Earth Telescope), метою якої є проведення безперервних (24/7) спостережень за вибраними об'єктами, переважно білими карликами.

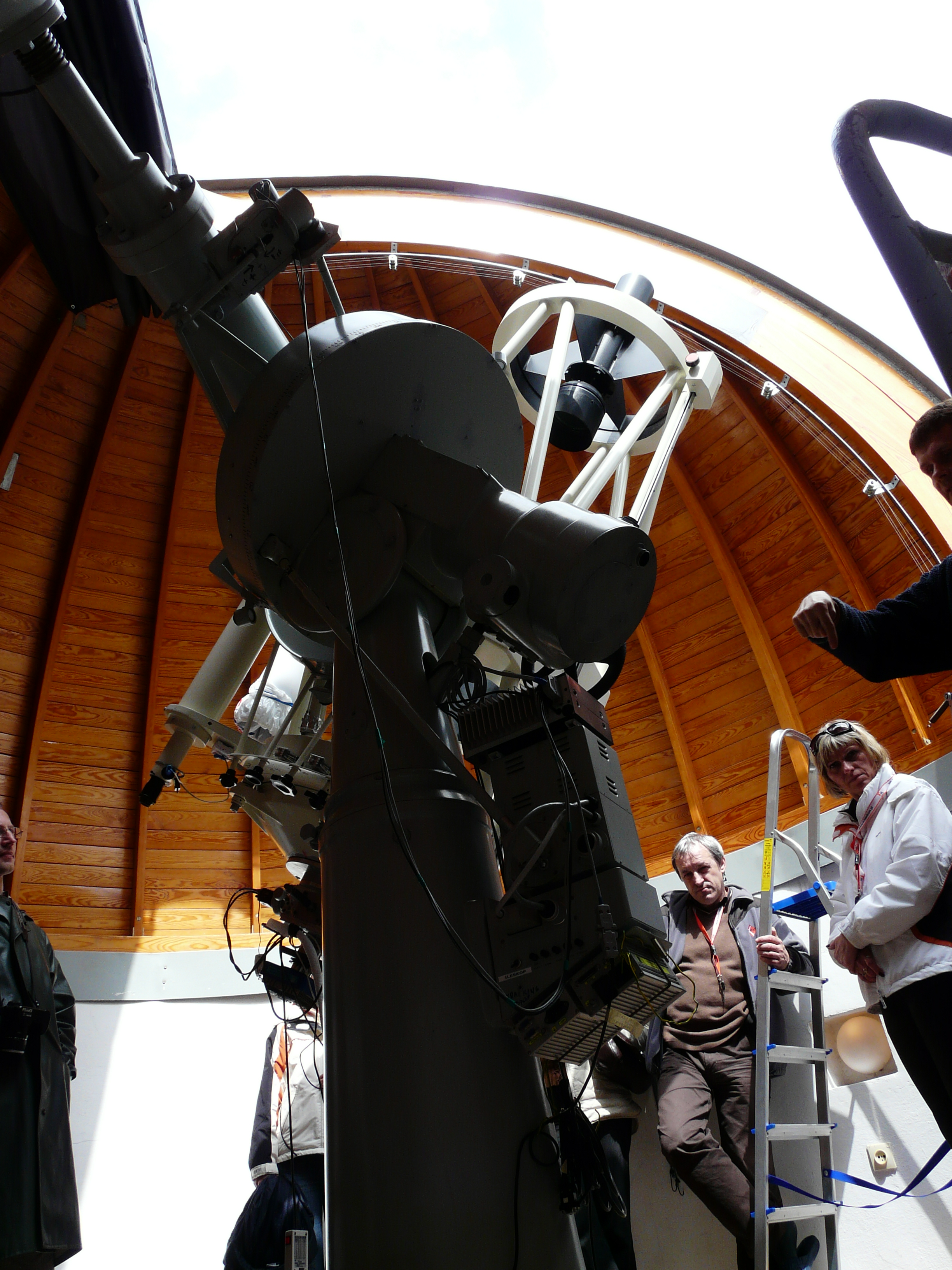
Телескоп всередині купола
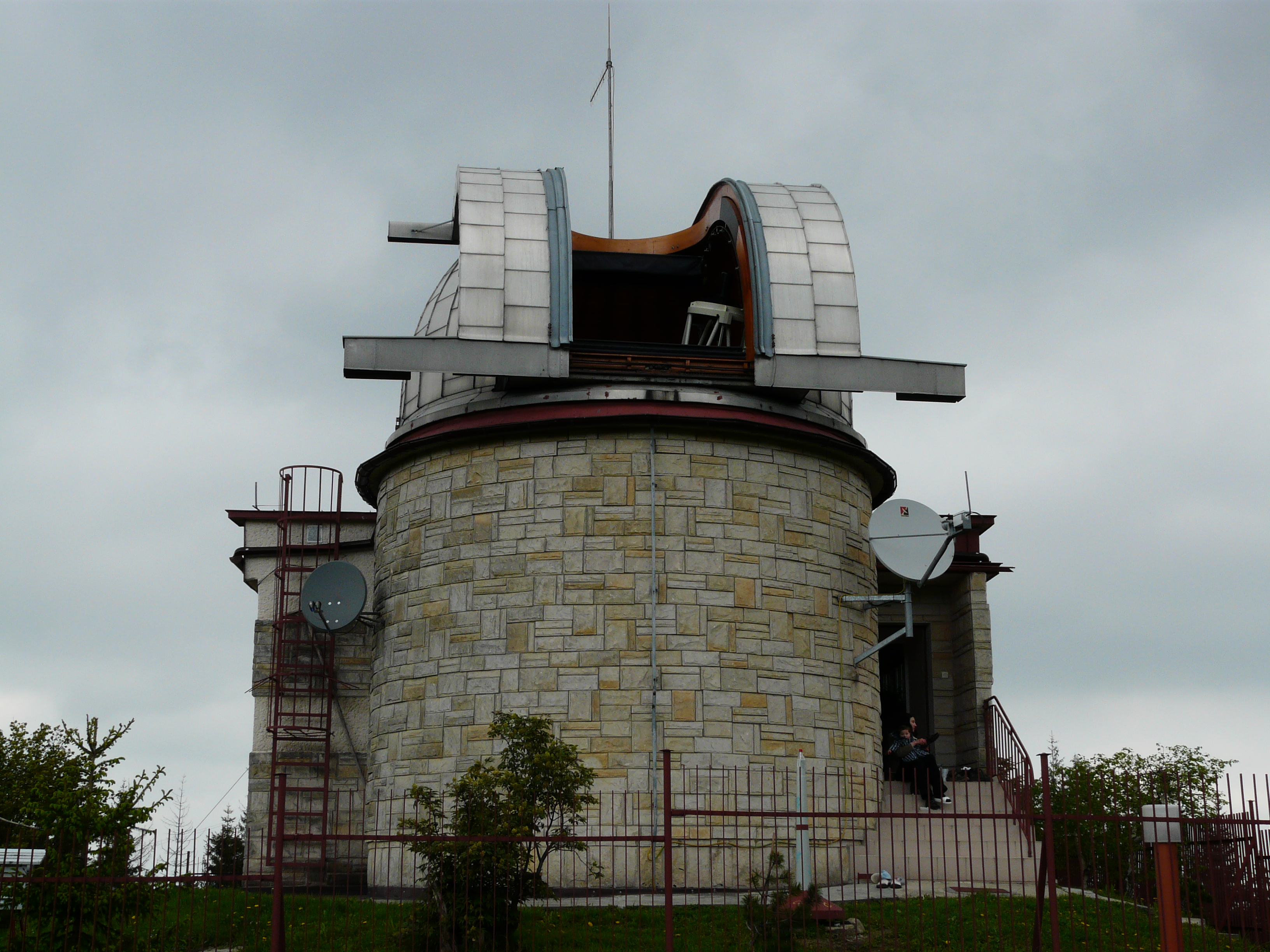
Вид на відкритий купол
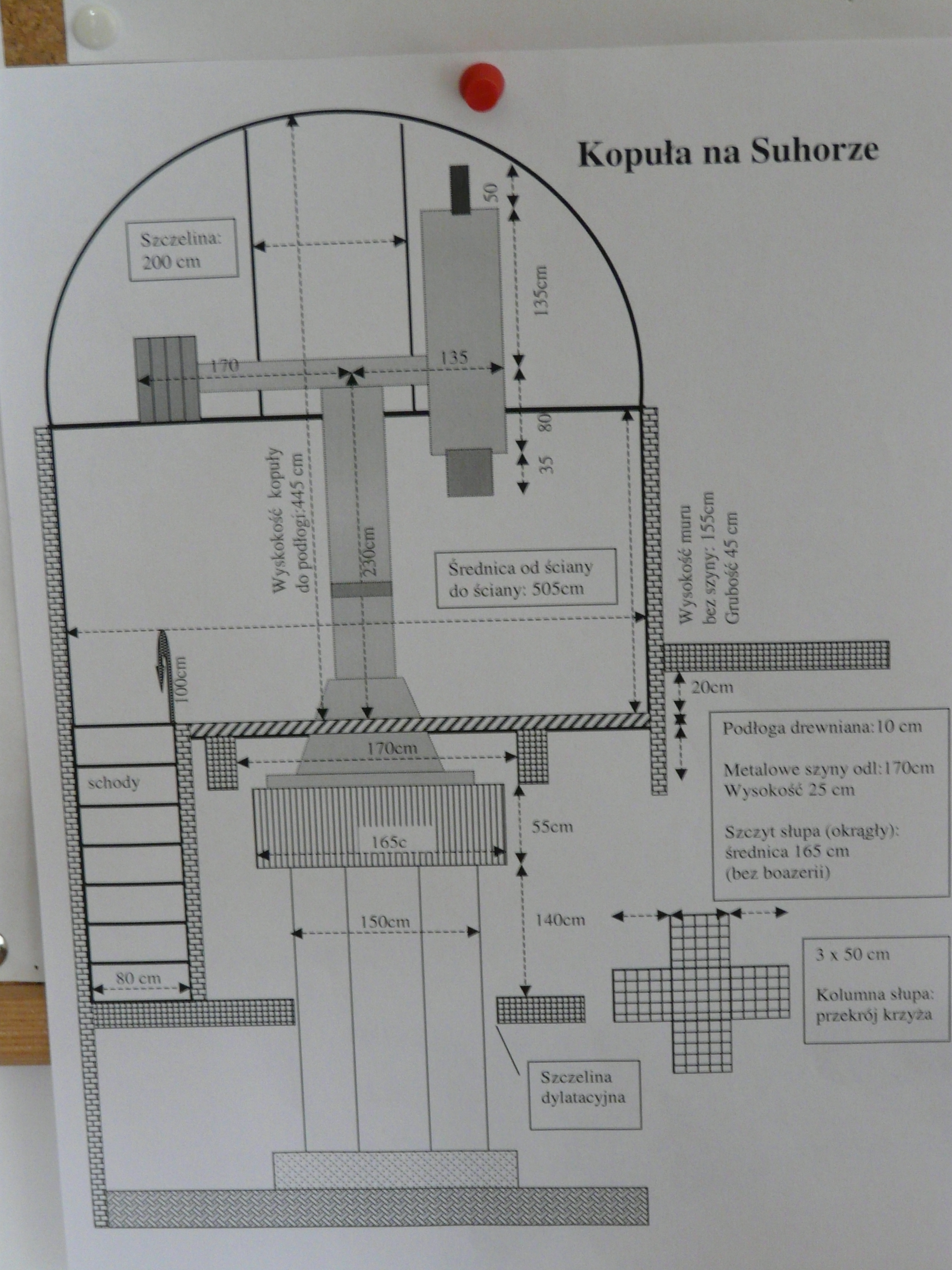
План обсерваторії
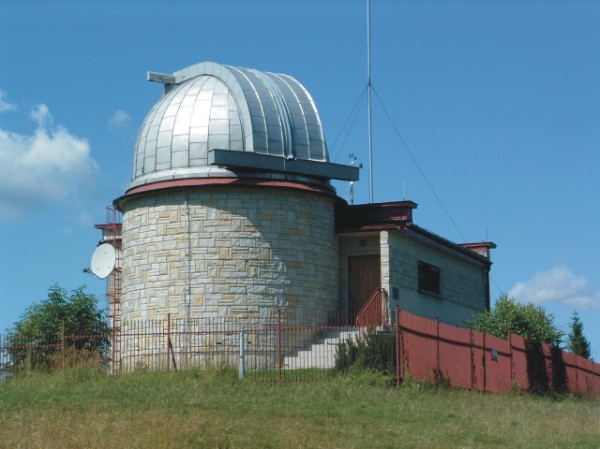
Купол обсерваторії